# Baniel
Baniel es un despoblado de la provincia de Soria, partido judicial de Almazán,  Comunidad Autónoma de Castilla y León, España. Pueblo de la comarca de Arcos de Jalón que pertenece al municipio de Viana de Duero

## Historia
El Censo de Pecheros de 1528, en el que no se contaban eclesiásticos, hidalgos y nobles, registraba la existencia 20 pecheros, es decir unidades familiares que pagaban impuestos. En el documento original aparece como Santistebamel (Sanestebanillo).
Lugar que durante la Edad Media perteneció a la Comunidad de Villa y Tierra de Almazán formando parte del Sexmo de La Sierra.
A la caída del Antiguo Régimen la localidad se constituye en municipio constitucional, entonces conocido como Baniel en la región de Castilla la Vieja, partido de Almazán que en el censo de 1842 contaba con 8 hogares y 33 vecinos.
A mediados del siglo XIX desaparece el municipio porque se integra en Viana de Duero.

## Lugares de interés
- Iglesia de San Esteban protomártir, gótica, con esbelta torre.

## Fiestas
- Santísima Trinidad, último fin de semana de septiembre. Las fiestas patronales se celebraban en junio pero fueron cambiadas a septiembre porque en esas fechas los vecinos estaban ocupados con las tareas del campo.